# يوستوس فيلسيوس
يوستوس فيلسيوس، (نحو 1510، لاهاي، البلدان المنخفضة - بعد 1581 في مكان غير معروف)، كان عالمًا إنسانيًا وطبيبًا وعالم رياضيات هولنديًا.
بدأ فيلسيوس حياته المهنية كأستاذ للفنون المتحررة يحظى باحترام كبير في لوفن وستراسبورغ وكولونيا. وفي وقت لاحق قدم نفسه على أنه نبي، وروج لرؤيته الخاصة للمسيحية، الموضحة في كتيب «معيار الرجل المسيحي» الذي كتبه في لندن. وقد دخل في صراع مع السلطات المدنية والكنسية في جميع أنحاء أوروبا، وقضى سنواته الأخيرة كواعظ ومعالج بالإيمان في موطنه هولندا. وأثناء وجوده في كولونيا تزوج فيلسيوس ببياتريكس فان ستينهوفن، وبعد ذلك في خرننغن تزوج غريت كاسينز.

## حياته
بعد دراسة الفنون والطب في بولونيا، تخرج فيلسيوس كطبيب عام 1538 واستقر ليعمل بمهنته في أنتويرب 1540/1541. وفي عام 1541 انتقل إلى لوفن، حيث التقى بالعالم الإنساني البرتغالي دامياو دي غويس، وحافظ على علاقات ودية مع فيزاليوس. وعلى الرغم من أن فيلسيوس لم يكن يمتلك منصبًا جامعيًا إلا أنه ألقى محاضرات عامة في اليونانية واللاتينية والفلسفة والرياضيات. وفي عام 1544 اقترح دورة تدريبية حول مؤلف ديالكتيكا لطرابزون. وقد أحبطته السلطات بسبب الشك في نقائه اللاهوتي، وفي الجدل الذي أعقب ذلك أجبرت فيلسيوس على الخروج من الجامعة. وفي عام 1542 فشل في محاولته لخلافة نانيوس، وانتقل إلى ستراسبورغ في عام 1544 بناءً على توصية بوسر، بعد فترة تدريس قصيرة في مدرسة ماربورغ اللاتينية وربما في بازل.

### ستراسبورغ
منذ عيد الفصح 1544-1550 درّس فيلسيوس الجدلية والأخلاقيات الأرسطوية في الصفوف العليا في مدرسة داخلية في ستراسبورغ، وكان زميلًا في العمل ليوهانس شتورم. وفي 17 نوفمبر عام 1545 حصل على إعلان كنسي في كنيسة القديس توما الجماعية من خلال وساطة بوسر. وفي وقت ما قبل 17 أكتوبر عام 1548 تزوج ببياتريكس فان ستينهوفن. وانتقل إلى كولونيا في ربيع عام 1550 حين وقع في مشكلة لأنه وافق على المنصب المؤقت والصراع الذي نتج عنه مع زملائه البروتستانت؛ ومن المحتمل أنه تخلى عن منصبه الكنسي في ستراسبورغ في عام 1553.

### كولونيا: المحاكمة من قبل محاكم التفتيش
انضم فيلسيوس إلى الجامعة في كولونيا في 3 يونيو عام 1550. وأراد مجلس كولونيا بناء مدرسة ثلاثية اللغات على غرار جامعة لوفن، وعين فيلسيوس أستاذًا للفلسفة واللغة اليونانية في أغسطس عام 1550. وبما أن فيلسيوس كان متزوجًا لم يتمكن من الحصول على منصب ديني في الجامعة، ولكن بدلًا من ذلك تقاضى أجرًا من قبل المجلس. وزاد تعويضه في عامي 1551 و1552، وجرى تكليفه بتدريس الرياضيات أيضًا. ومع زميله جاكوب ليشيوس، الذي كان له دور فعال في إنشاء مدرسة تريكوروناتوم الداخلية، صاغ مبادئ توجيهية لمنهج من ثمانية صفوف، على غرار المنهج الإنساني الذي وضعه شتورم في ستراسبورغ.
حضر فيلسيوس اجتماعات دعاة تجديدية العماد في تجمع تغليف الكتب في فافنغاس، حيث التقى بالشهيد توماس فون إمبرويتش الذي كان من دعاة تجديدية العماد أيضًا. وأدت كتابات فيلسيوس الفلسفية، ولا سيما عمله كريسيس، إلى الشك في الهرطقة. وفي 29 أكتوبر عام 1554 انتقدت جامعة كولونيا كتابه كريسيس وألغت رخصة تدريس فيلسيوس (11 ديسمبر 1554، أكدت القرار في 29 مارس 1555)، لأنه لم يتبرأ من كتاباته. وقد شارك الإمبراطور شارلكان الخامس في تحريض فرع الكاتدرائية ورجال الدين والجامعة، وحث المجلس دون جدوى على اتخاذ إجراء ضد فيلسيوس، والذي نشر في 25 مارس عام 1555 دفاعًا بعنوان رسالة إلى فرديناند. وبعد أن حاول فيلسيوس إلقاء محاضرات لاهوتية في منزله، ورفض التبجيل الأفخارستي والتبتل، نفاه القاضي في أبريل عام 1555.
رفض فيلسيوس المغادرة، وذهب طوعًا إلى السجن منذ ديسمبر عام 1555 حتى نهاية مارس عام 1556. وطلب إلى صديقه المؤثر فيليوس دعمه، لكن فيليوس رفض التورط. ويبدو أن فيلسيوس الذي أزعجه هذا الرفض بشدة اتهم صديقه بالميول البروتستانتية، وقطع جميع علاقاته مع صديقه السابق. وبسبب هذه السابقة اعتمد المجمع في عام 1555 توجيهًا شاملًا ضد جميع المهرطقين.
شغل الراهب الدومينيكاني يوهانس سلوتانوس منصب المحقق البابوي (محاكم التفتيش) للمقاطعات الكنسية ماينتس وكولونيا وترير ضد فيلسيوس وثلاثة أشخاص مسجونين آخرين، وصنفهم كداعمين لتجديدية العماد. وتدخل الأمراء البروتستانت في المجلس نيابة عنه، ولا سيما كريستوف فون أولدنبورغ. ومنذ أن أعلن في ديسمبر عام 1555 التزامه بإقرار أوغسبورغ، أصبح فيلسيوس محميًا بموجب معاهدة صلح أوغسبورغ المبرمة مؤخرًا. وفي ليلة 26 حتى 27 مارس من عام 1556 جرى نقله بالقارب عبر النهر ووضعه على الشاطئ على الجانب الآخر في دوقية برغ. ومن هناك وصل إلى مولهايم، حيث كتب اعتذارًا موجهًا إلى الإمبراطور شارلكان والملك فرديناند. رد سلوتانوس في عام 1557 بكتاب تفنيد اعتذار هاغاني. وفي رد عليه كتب فيلسيوس الرسالة في عام 1557. وتبعه كتاب سلوتانوس مناظرات ضد المهرطقين، كتاب واحد عام 1558.

### فرانكفورت: الجدل مع كالفن
وصل فيلسيوس إلى فرانكفورت في 15 يوليو عام 1556، وتقرب من روبرت هورن راعي الكنيسة الإنجليزية، وأبلغه بالكشف ورغبته بإجراء مناظرة عامة بشأنه. وعند سماعه بوصول كالفن الذي جاء للتحكيم في النزاعات داخل كنيسة اللاجئين الفرنسية (هوغونوتيون)، وعرض عليه رئاسة الكنيسة. واقترح الدفاع عن حرية الإرادة ضد عقيدة التعيين المسبق الكالفينية. واستمرت المناظرة مع كالفن ويوهانس آ لاسكو وهورن يومين. وتتلخص حجة فيلسيوس في الآتي: (إما أن هناك إرادة حرة، أو أن الإله طاغية).

في رسالة موجهة إلى ملانكتون بتاريخ 17 سبتمبر عام 1556 علق كالفن على النحو التالي:
لقد جرّتني إلى هنا الخلافات التي مزق بها الشيطان، لمدة عامين تقريبًا، الكنيسة الفرنسية الصغيرة المنشأة هنا، وتقلصت إلى حد كبير بحيث يبدو أنها اختفت، ما لم يطبق علاج ما على الفور. منذ أن دخلت المدينة لم أحصل على لحظة من الراحة، وكما لو لم يكن لدي ما يكفي من الاهتمام في هذه القضية، فقد ورطنا رجل مجنون يُدعى فيلسيوس، والذي كتبت إليه مرتين، في حماقات جديدة. لكننا خصصنا يومين فقط لهذه القضية. إنني منشغل باستمرار حتى هذه اللحظة، بتهدئة تلك الانشقاقات التي ضربت جذورها العميقة بمرور الزمن.
في 15 أبريل عام 1557 طُرد فيلسيوس من قبل مجلس فرانكفورت.